# Synagogue de Merlebach
La synagogue de Merlebach est une synagogue située dans l'ancienne commune française de Merlebach dans le département de la Moselle dans le Grand Est.
Elle a été construite en 1961. La synagogue est située dans la rue Saint-Nicolas.
Après 2000, la synagogue a été profanée et le bâtiment a été vendu à la communauté de Merlebach. 